# Закопане тајне
Закопане тајне је  српска теленовела у ударном термину Жарка Јокановића, која се током 2023. и 2024. емитовала на Пинк ТВ. Преосталих 66 епизода емитовало се на телевизији Пинк плус и Пинк БХ.

## Радња
Серија прати живот богате породице Додер, у којој су на невероватан начин закопане многе породичне тајне. Мистериозна дизајнерка парфема Лала Додер, потомкиња старе руске племићке породице Виготски и њен опасни муж Балша Додер, тајкун са разгранатим пословима у грађевинској индустрији и пословањем на ивици закона, окосница су породице, која под кровом њихове раскошне виле окупља више генерација.
Најстарији син Тадија је редитељ, ожењен опасном модерном женом Николином, која одржава њихов брак подстичући његов осећај кривице због греха који није починио. Недавно су се вратили из Прага где је био на мастер студијама.
Средњи син Јаков је инжењер машинства који се бави уметничком фотографијом и не жели да ради у очевој фирми, док сви мисле да је чудак, о ком се готово ништа не зна - живи у свом свету коме нико нема приступ - све до дана када сви са згражавањем откривају његову аферу са једном женом која је све шокирала и породицу довела у готово ратно стање са другом моћном финансијском империјом.
Најмлађа ћерка Дора је студенткиња медицине, пристојна и одговорна девојка која се изненада нађе у вртлогу између два мушкарца, која су сушта супротност један другом, ни не сањајући да је један од њих можда последњи мушкарац на свету са којим би смела да буде...
Балшина сестра Косара је потпуковник у пензији чији муж је мистериозно страдао пре 20 година и од тада она живи са њима, док истовремено у богатој вили живи и Лалина сестра Шврћа, која јој помаже у послу са парфемима и брат Вања, рестауратор слика и икона који се управо вратио из Италије након мучног развода са својом женом. Њих двоје је Лала, као најстарија сестра, одгајала након неразјашњене смрти њихових родитеља, који су страдали у пожару пре више од 30 година.
Такође, Балша Додер има и сина Гвоздена, из првог брака са опаком власницом бутика Ђурђом, која је на све спремна како би свом сину и снаји Фани, припростој фризерки - обезбедила примат у расподели породичног богатства.
Клупко невероватних догађаја почиње да се одмотава кад се млади редитељ Тадија у позоришту изненада среће не само са својом бившом девојком, глумицом Аном Љубојом, која није никада одустала од њега, него и са мистериозном девојком Вером, са којом се одраније зна и која, бежећи од њега, пада под камион.
Судбина Вере Пепелчевић, удате за доста старијег и бескрупулозног адвоката Светозара Кучинара и целе њене породице, постаће једна од централних прича, која ће, због њеног греха из младости - у парампарчад разбити животе многих око ње јер је једна тајна претворена у лаж.
Истовремено, те вечери на прославу 60 рођендана Балше  Додера, слављеник добија језиву поруку са две информације, које ће његов живот окренути наопачке. Сумња се да иза свега стоји његов брат близанац Богдан који је нестао у непознатом правцу након рођења Балшине најмлађе ћерке.
Сва ова дешавања доводе у нераскидиву везу породице Додер са две изузетно сиромашне породице Пепелчевић и Радичанин, које и не слуте на који начин су једна кројачица, један камионџија и један очајни удовац - повезани са најбогатијим човеком у земљи кроз призму најразличитијих интереса и интрига, које свој врхунац добијају у центру збивања дама из високог друштва - у козметичком салону опасне Агате.
Истовремено, једна средњошколска љубав из прошлости, са трагичним крајем, активира једну мајку осветницу која неће одустати од свог пакленог наума. И док се породица Додер бори са закопаним тајнама своје прошлости, непозната списатељица о којој се ништа не зна - објавила је роман Огољени у којем се раскринкава високо друштво и тајна веза Балше Додера са љубавницом Ренатом.
Паралелно, пратимо животну борбу једног дечака, који је рођен са опаком болешћу, као и младе балерине која је након саобраћајне несреће прикована за инвалидска колица, приче породице Мацане Лаудановић, новокомпоноване госпође из високог друштва, као и ансамбл једног урнебесног позоришта, на челу са ексцентричном управницом Павом Шибалић, урнебесним редитељем званим Чивава и прваком позоришта Ромеом, који никад није играо ту улогу, а очајнички је жели...

## Преглед серије
| Сезона | Сезона | Број епизода      | Премијера        | Финале                              |
| ------ | ------ | ----------------- | ---------------- | ----------------------------------- |
|        | 1      | 82 (1—82)         | 20. март 2023.   | 21. јул 2023.                       |
|        | 2      | 39 (83—121)       | 2. октобар 2023. | 23. новембар 2023.                  |
|        | 3      | 1-15/81 (122—202) | 22. април 2024.  | 23. мај 2024. (прекинуто емитовање) |

## Улоге
| Глумац                           | Улога                                | Опис лика |
| -------------------------------- | ------------------------------------ | --- |
| Милица Милша                     | Лала Додер                           | мајка породице Додер, мистериозна дизајнерка парфема и потомкиња старе руске племићке породице |
| Данило Челебић                   | Балша Додер                          | Лалин супруг, бизнисмен и грађевински тајкун |
| Даница Ристовски                 | Косара Додер                         | Балшина старија сестра која живи са њима у вили у уверењу да су јој деца коју је родила мртва, потпуковник у пензији |
| Мира Бањац                       | Олга Асланова                        | најбоља пријатељица Лалине покојне мајке, уплетена у породичне тајне, власница антикварнице |
| Стефан Радоњић                   | Тадија Додер                         | Лалин и Балшин најстарији син, редитељ у Класичном драмском позоришту |
| Марина Ћосић                     | Вера Пепелчевић Кучунар              | Тадијина љубав из младости са којом је добио сина, за којег не зна и којег је свима представила као свог брата, костимографкиња у Класичном драмском позоришту |
| Стојан Ђорђевић                  | Јаков Додер                          | средњи син Лале и Балше, Тадијин млађи брат и љубитељ уметничке фотографије |
| Теодора Томашев                  | Дора Додер                           | најмлађа ћерка Лале и Балше и сестра Тадије и Јакова, студенткиња медицине која се неопрезано нађе у вртлогу између три мушкарца |
| Рок Радиша                       | Гвозден Додер                        | Балшин најстарији син и полубрат Доре, Тадије и Јакова, који се са женом усељава у њихову вилу |
| Јована Радосављевић              | Николина Новаковић Додер             | Тадијина охола супруга која је са њим у браку само због његовог новца, одржавајући га сталним подстицајем његове кривице што не могу да имају деце |
| Снежана Јеремић Нешковић         | Стефанија “Фани” Додер Алаџић        | Гвозденова примитивна супруга која жели њихов део богатства Додера |
| Биљана Малетић Заверла           | Зоја Виготски “Шврћа”                | Лалина млађа сестра која такође живи у вили |
| Миљан Прљета                     | Вања Виготски                        | Лалин и Шврћин брат који се, након повратка из Италије и мучног развода од бивше супруге, усељава у вилу, рестауратор икона и слика |
| Гала Виденовић                   | Ђурђа Срдић-Додер                    | Балшина бивша жена и Гвозденова мајка, која жели свом сину да обезбеди примат у расподели породичног богатства и чије сплетке изазивају један за другим проблемом њеном бившем мужу и његовој породици |
| Наташа Станишић                  | Ивона Џамић                          | Јаковљева девојка и бивша балерина која се због несреће налази непокретна у колицима |
| Војислав Томић                   | Андрија Радичанин “Бесни”            | Дорин дечко којег она упознаје стицајем околности када он насрне на њеног тадашњег дечка Дамира, момак са градилишта који временом започиње везу са њом, доводећи у питање могућност да је Балшин ванбрачни син |
| Данијела Врањеш                  | Љубица Пепелчевић                    | Верина мајка и сиромашна кројачица која издржава своју породицу |
| Срна Ланго                       | Ранка Николић                        | комшиница Вере и њеног мужа Светозара, дошла је са циљем да јој се освети због смрти њеног сина, који се убио јер га је Вера оставила због Тадије, због чега потпуно губи разум |
| Тијана Милованов                 | Ема Филимоновић                      | психолошкиња и Лалина најбоља пријатељица |
| Небојша Савић                    | Светозар Кучинар                     | бескрупулозни адвокат и муж Вере Пепелчевић, која је у браку са њим само зато што плаћа лекове за њеног болесног сина Виктора, за којег се верује да јој је брат |
| Александра Николић               | Убавка Кучинар                       | Светозарева зла мајка која презире Веру и њену породицу и жели да је што пре истера из куће |
| Јелена Ненезић                   | Душица Николић                       | Ранкина сестра која се досељава са њом и покушава да је одврати од осветничких планова као и да спасе Веру и њену породицу од њене сестре |
| Андриана Гавриловић Ђорђевић     | Цаца Товиловић                       | дугогодишња кућепазитељка и служавка у вили Додера |
| Саша Ђурашевић                   | Ћира Товиловић                       | Цацин муж, такође помоћник у вили Додера |
| Милош Мићовић                    | Реља Стокућа                         | првобитно баштован у вили, да би се касније испоставило да је Косарин биолошки син и једно од њене давно изгубљене деце |
| Јелена Тркуља                    | Маша Узелац                          | Косарина биолошка ћерка која јој је украдена и Верина пријатељица која држи ситничарницу крај њене зграде |
| Жарко Димоски                    | Маре Илијевски                       | посластичар који ради заједно са Машом, у коју је заљубљен и Верин пријатељ |
| Лазар Дубовац                    | Огњен Живановић “Оги”                | Тадијин најбољи друг и сценариста у Класичном драмском позоришту, касније улази у везу са Емом Филимоновић |
| Слободан Стефановић              | Исидор Газибара “Свилени”            | шеф Балшиног кабинета и његова десна рука |
| Бранислав Томашевић              | Петар Хајдуковић                     | Лалин пријатељ и Емин дечко, власник и књижевни уредник издавачке куће “Кремона” која издаје Лалин роман “Огољени”, касније оставља Ему и одлази у Америку јер му је ћерка болесна |
| Милош Ђуровић                    | Васја Шумански                       | унук Олге Асланове и глумац којег Тадија запошљава у Класичном драмском позоришту, уцењен од стране оца који је у затвору, морао је да киднапује трудну Веру Кучинар |
| Данина Јефтић                    | Рената Јараковић                     | Балшина дугогодишња љубавница и архитектица у његовој фирми, након што је он остави и касније отпусти она одлучује да му се освети и да га уништи |
| Григорије Јакишић                | Григорије Пауловић “Паук”            | државни тужилац који ради за непријатеље породице Додер, Ренатин љубавник |
| Иван Перковић                    | Коста Царевић “Сердар”               | мафијаш и Николинин и Ренатин љубавник који је такође у тиму непријатеља породице Додер са циљем да се, уз Николину, докопа до Балшиног новца |
| Давор Перуновић                  | Стефан Жижић “Гуја”                  | мафијаш и криминалац из подземља који је такође један од главних непријатеља Балше Додер, касније се открива да је он Балшин ванбрачни син |
| Даниел Сич                       | Угљеша Затезало                      | Балшин кум, који након откровења да га је његова жена варала са Балшином сином Јаковом, постаје њихов заклети непријатељ, након бега у Москву, преусмерава мржњу према његовој бившој жени Глорији коју жели да уништи, као и Додере уз Ђурђу Срдић Додер |
| Даница Тодоровић                 | Глорија Затезало                     | Угљешина супруга која је патолошки заљубљена у Јакова, након што Угљеша открије њену превару и она пререже вене, смешта је на психијатрију, након што он побегне у Москву, она преузима његове послове и почиње са уништавањем и Балше и њега |
| Жељко Еркић                      | Север Маслеша                        | политичар, Лалин дечко из младости који је никад није преболео, након што га одбије док је Балша још увек у затвору, он одлучује да јој се освети и да уништи њену породицу као врховни поглавар и шеф њихових непријатеља |
| Матеја Поповић                   | Дамир Хаџи-Костић                    | Дорин бивши дечко, који, након што га је оставила, одлучује да јој се освети, те плаћа особу која је гура низ степенице како би изгубила бебу, након чега бежи у Москву где се састаје са Угљешом и Ђурђом и измамљује од Доре милион евра, уценивши је порно снимком |
| Марко Јовичић Дими               | Чедомир Чавић “Чивава”               | редитељ у Класичном драмском позоришту и Тадијин ривал, који покушава да ге престигне |
| Јелена Јовичић                   | Пава Шибалић                         | навалентна и уврнута управница Класичног драмског позоришта, склона алкохолу и подложна уценама својих запослених због почињених кривичних дела, заљубљена у Огија |
| Тања Павловић                    | Агата Ивантић                        | Чивавина девојка и опасна власница козметичког салона у које долазе многе даме и која плени да сазна нове инфромације којим располаже |
| Наташа Миодраговић               | Нађа Егерић                          | Светозарева колегиница и бивша девојка са којом заједно ради, прорачуната, хладна и мистериозна одлучује да спасе Додере њихових непријатеља и открива Лали планове свог партнера, упоредо сарађујући са Угљешом |
| Нада Мацанковић                  | Ана Љубоја “Карењина”                | глумица у Класичном драмском позоришту и Тадијина бивша девојка која је покушала да се убије када ју је оставио, касније улази у везу са Вањом који је пријављује полицији за диловање дроге, због чега одлучује да им се освети |
| Јасминка Хоџић                   | Живодарка Лаудановић “Мацана”        | Чивавина богата тетка и новопечена, примитивна госпођа из високог друштва, која узима новац њеног бившег мужа и одлучује да постане првакиња Класичног драмског позоришта |
| Добрила Илић                     | Јела Благић                          | Љубичина мајка и Верина бака која покушава да спасе породицу од својих зетива Драгомира и Светозара и друге унуке Бојане |
| Катарина Јовановић               | Бојана Пепелчевић                    | Љубичина и Драгомирова млађа ћерка и млађа Верина сестра, која је мрзи због тога што се због ње убила њена највећа љубав из младости, Ведран, Ранкин син и хоће да је уништи, након њеног развода улази у романсу са својим зетом Светозарем |
| Бојан Хлишћ                      | Драгомир Пепелчевић                  | Бојанин и Верин отац и Љубичин муж, бахати камионџија и алкохоличар који малтретира своју жену, ћерку и унука и очајнички жели да склопи бизнис са својим зетом Светозарем |
| Павле Јовановић                  | Виктор Пепелчевић                    | Верин и Тадијин биолошки син којег су она, Љубица и Јела свету представиле као Вериног и Бојаниног млађег брата зарад безбедности свих њих од стране Драгомира, касније сазнаје да су му Вера и Тадија биолошки родитељи и он се зближава са Тадијом, амбициозан да постане редитељ баш као и он |
| Ђорђе Галић                      | Феђа Стојановић                      | Шврћин вереник који улази у везу са њом како би његов сарадник, Гуја, могао лакше да се докопа њиховог богатства, упркос томе он се заиста заљубљује у њу и све признаје Балши, откривајући Лали да је Гуја Балшин син |
| Урош Нововић                     | Невен Ћук                            | Јаковљев најбољи друг који му помаже у свему |
| Предраг Милетић                  | Здравко Радичанин                    | Андријин сиромашни отац и Косарин непријатељ, који је учествовао у отмици и препордаји њене тек рођене деце |
| Стефан Ђоковић                   | Игор Алаџић “Алаџа”                  | Фанин брат који, на њен наговор, проналази бебу за њену лажну трудноћу, која је игром случаја, баш Верин новорођени син, којег је Душица, Ранкина сестра украла из породилишта и дала га Алаџи на чување, како га Ранка не би убила, касније улази у везу са њом |
| Данило Миленковић                | Павле Новаковић                      | Николинин млађи брат који је заљубљен у Дору уз сталну нетрпељивост са њеним дечком Андријом, остаје даноноћно уз Николину након што се открије да има рак |
| Спасоје Ж. Миловановић           | Теофил Зејак                         | Емин пријатељ, инспектор и приватни детектив којег Лала ангажује да прати непријатеље њене породице |
| Кристина Богуновић-Гаврић        | Тина Репаја                          | Ивонина најбоља другарица и Невенова девојка, долази као Петрова помоћница у издавачкој кући и заљубљује се у њега што доводи до нетрпељивости између ње и Еме, касније открива да је Лала Додер под псеудонимом “Клара Кос” написала роман “Огољени”, што удаљава и Невена и Ивону од ње, али касније се извињава и они јој опраштају |
| Тијана Марићевић                 | Карма                                | Гујина најбоља другарица са којом је одрастао у сиротишту, која ради у фотокопирници |
| Александар Дунић                 | Желимир Лаудановић                   | директор фонда за градњу и Мацанин муж, који бежи из земље заједно са ћерком |
| Андријана Ђорђевић               | Жан-Мари Лаудановић “Тупика”         | Мацанина и Желимирова ћерка, која се заљубљује у Рељу, али мајка намерава да је уда та Јакова, заједно са оцем бежи из земље, али им Мацана узима новац који су планирали да понесу |
| Владимир Керкез                  | Најдан Шумански                      | Васјин отац, Олгин зет и бивши партнер Нађе и Кучинара којег су они сместили у затвор, уценио је сина да ће му девојку сместити у затвор због њене прошлости, ако не буду киднаповали Светозереву жену Веру, када излази из затвора тражи милион евра од њега и Нађе како их не би сместио на робију, након што се открије да лампа у Олгиној антикварници, у којој је био сакривен Гујин кокаин, продата, он се сакрива како га не би убили заједно са Ранком и Драгомиром |
| Борко Сарић                      | Арсеније Овчаревић “Пастир”          | плаћени убица којег је Угљеша ангажовао да пуца на Балшу и Тадију и да чува Глорију, са којом улази у аферу, након његовог бега он почиње да ради за њу, али касније одлази у Москву под другим именом где се састаје са Угљешом, истовремено га Глорија и Угљеша ангажују да он убије оно друго, и он по Дамировој наруџби убија Угљешу, након чега га Дамир отрује и убије                                                                                                |
| Јадранка Селец                   | Дада                                 | Рељина тетка, односно сестра жене која га је усвојила |
| Јадранка Селец                   | Цана                                 | сестра Даде и Рељина мајке, која га никад није волела и која је одгајила Машу као своју ћерку, скривајући њено порекло |
| Уна Костић                       | Алина                                | Васјина девојка која је, уцењена од стране његовог оца да ће завршити у затвору, принуђена да киднапује Веру Кучинар |
| Јелица Сретеновић                | Изворинка Мијатовић                  | жена којој су Косарини и Балшини родитељи дали Косарину ћерку коју је она касније дала у сиротиште, уплетена у разне злочине заједно са Цаном и Здравком |
| Димитрије Илић                   | Крџа Билетар                         | билетар у Класичном драмском позоришту |
| Василија Козић                   | Радојка                              | навалентна дадиља, коју је Косара ангажовала за Фаниног и Гвозденовог сина, шпијунира укућане за Фани и улази у романсу са Вањом |
| Моника Ромић                     | Јања Новаковић                       | Николинина и Павлова мајка, која је дошла из Словеније када се Николина разболела, како би се осветила Додерима и узела им новац као надокнаду |
| Бранко Ђурић                     | генерал Конатар                      | отац Косарине деце који умире када му Реља саопшти истину |
| Жарко Степанов                   | др Ранко Алимпић                     | Николинин пријатељ гинеколог који је скривао њену тајну о неплодности и уцењивао Веру јер је знао да је родила Виктора |
| Милутин Мима Караџић             | Гајо Тубица “Ромео”                  | глумац у Класичном драмском позоришту који очајнички жели да одигра улогу Ромеа у представи “Ромео и Јулија” |
| Александра Рукавина              | Будимирка Џамбас „Дајка”             | Глумица у Павином позоришту |
| Јелена Арсић                     | Зорана Цицварић „Жвака”              | Глумица у Павином позоришту |
| Александра Синђелић              | Тамара Гугуловић „Гугула”            | Глумица у Павином позоришту |
| Љубица Рајковић                  | Сања Селић „Педала”                  | Глумица у Павином позоришту |
| Алек Родић                       | Захарије Мучибабић „Баба”            | Глумац у Павином позоришту |
| Елдар Зубчевић                   | Ото Херц „Обарач”                    | Глумац у Павином позоришту |
| Милан Стаменковић                | Недељко Њежић „Њежник”               | Глумац у Павином позоришту којег је Рената искористила како би Балшу направила љубоморним |
| Никола Драгашевић                | Комнен Фотић „Манекен”               | Глумац у Павином драмском позоришту |
| Лука Павловић Стефан Миливојевић | Јадран и Јаблан Јакић “Браћа Далтон” | близанци конобари у позоришном бифеу |
| Софија Игњатовић                 | Јања Затезало                        | усвојена ћерка Угљеше и Глорије, коју је она оставила родитељима на чување, како би могла неометано да се бави пословима |